# 南九老站
南九老站（：／ Namguro yeok */?）是首爾地鐵7號線沿線的一座地下車站，位於韓國首爾特別市九老區九老洞。

## 車站結構
站體為2面2線側式月台的地下車站，月台層位於地下5樓，候車月台設有月台幕門，並有6處出口。

### 月台配置
| 大林 ↑         |
| \| 上          |
| ↓ 加山數碼園區 |

| 月台 | 路線           | 目的地                                 |
| ---- | -------------- | -------------------------------------- |
| 上行 | ●首爾地鐵7號線 | 大林、四佳亭、面牧、長岩方向           |
| 下行 | ●首爾地鐵7號線 | 加山數碼園區、溫水、富平區廳、石南方向 |

## 歷史
- 2000年2月29日：落成啟用。

## 車站周邊
- 九老市場
- 聖方濟各身心障礙綜合福址館
- 高麗大學附設九老醫院
- 九老4洞郵局

## 圖片

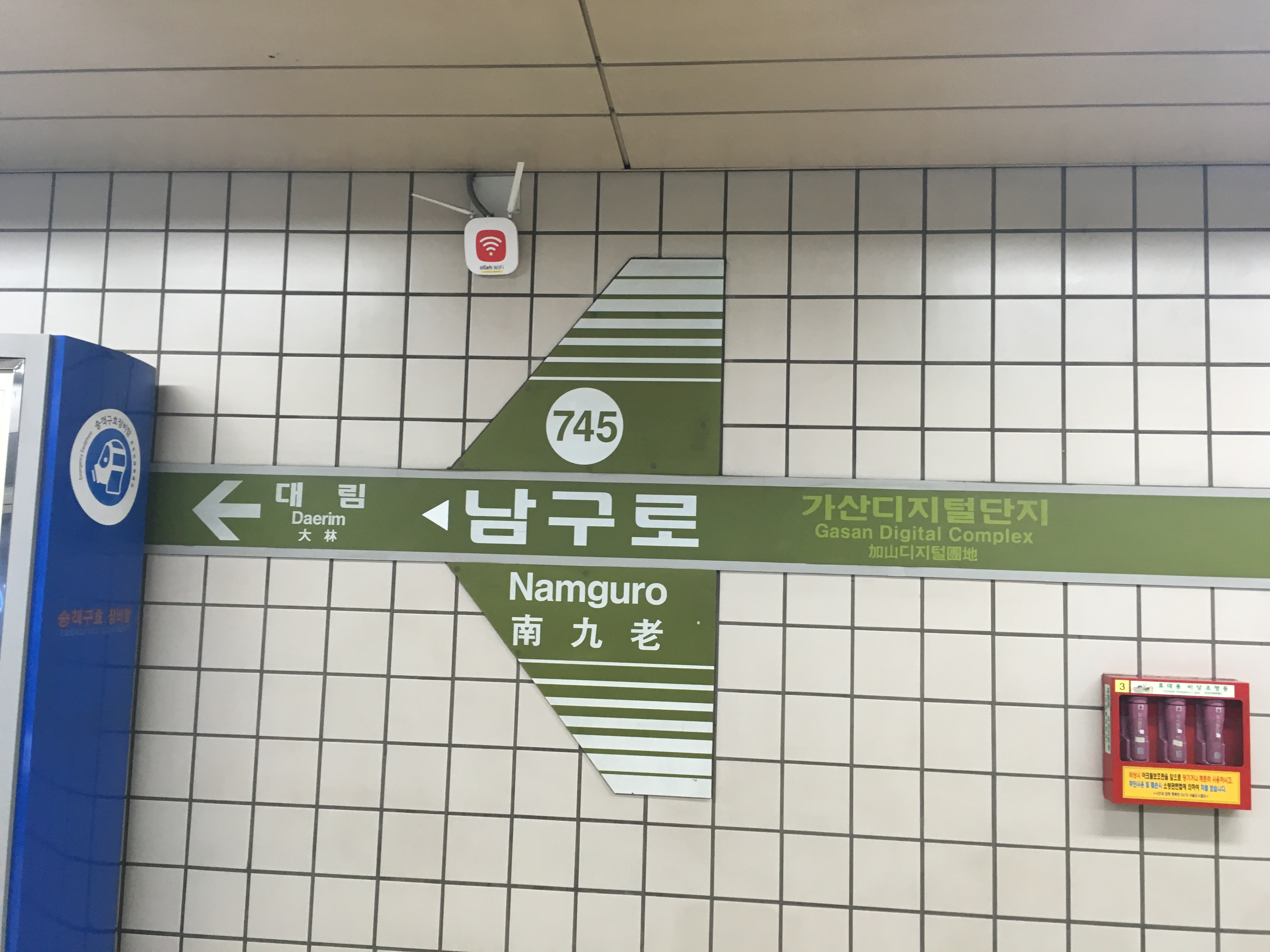
站名牌
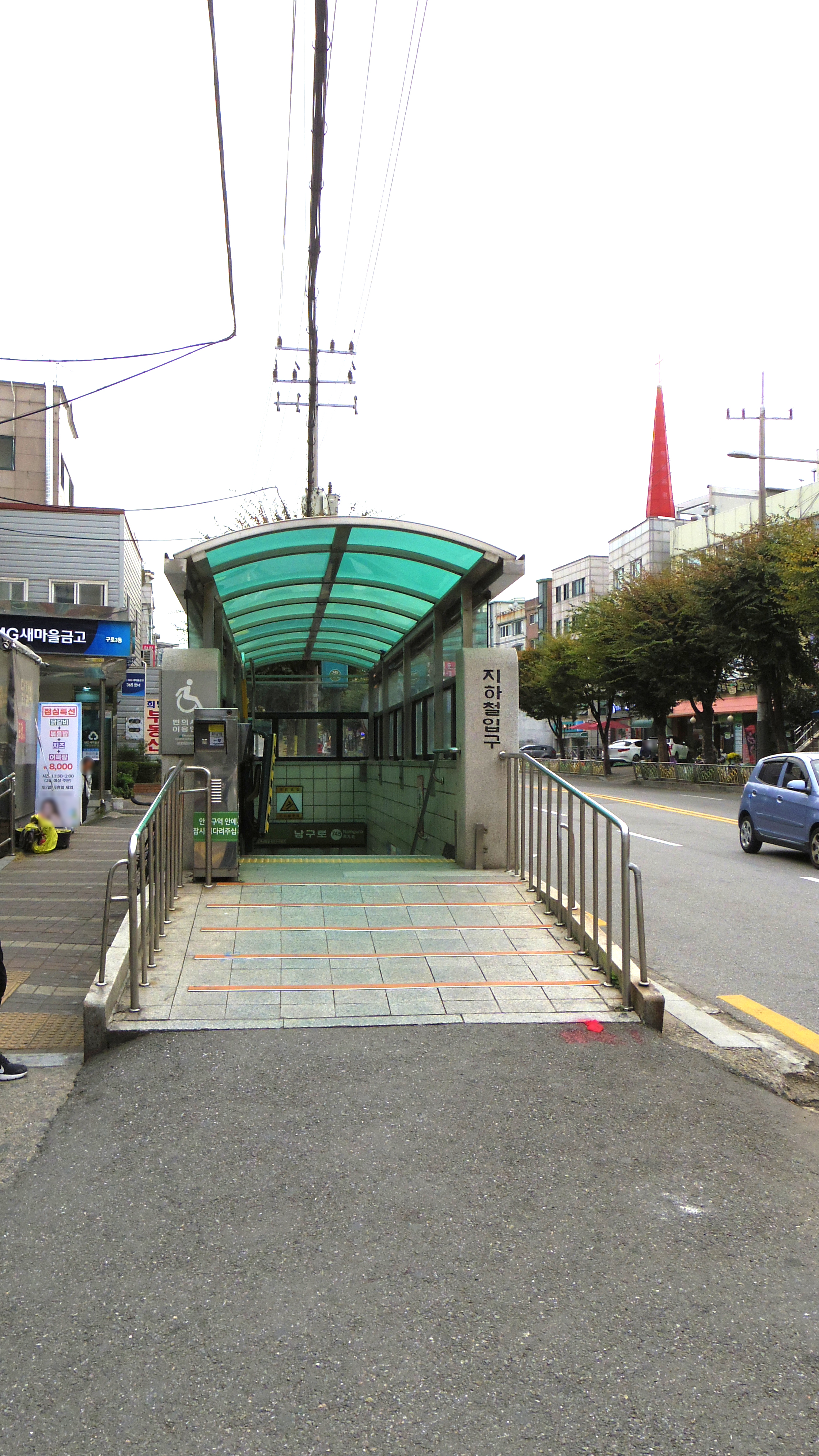
1號出口
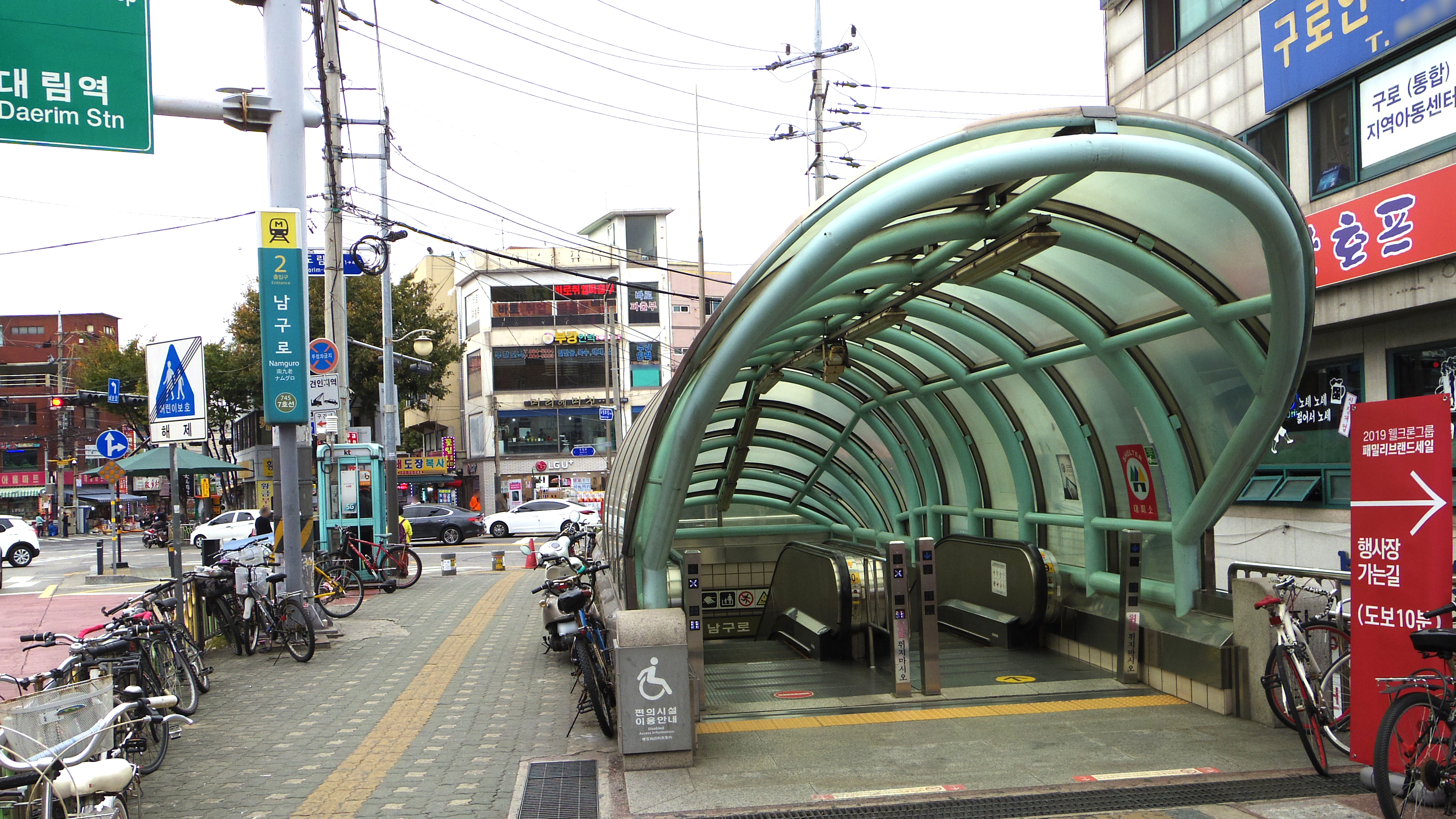
2號出口

## 相鄰車站
首爾交通公社
●首爾地鐵7號線
大林（744）－南九老（745）－加山數碼園區（746）